# Weinstraße 5 (Deidesheim)
Das Gebäude Weinstraße 5 in der pfälzischen Kleinstadt Deidesheim ist eine ehemalige Winzervilla aus dem späten 19. Jahrhundert. Sie liegt an der Deutschen Weinstraße und zählt nach dem Denkmalschutzgesetz des Landes Rheinland-Pfalz als Kulturdenkmal.

## Geschichte
Die Villa wurde 1890 nach Plänen des Architekten Fr. Huber für den späteren bayerischen Reichsrat Eugen Buhl erbaut. Ab 1901 war hier die Weinkellerei der Gebrüder Fritz und Henry Eckel beheimatet. Die Weinkellerei war eine der bedeutendsten im Deutschen Reich. Sie geriet, auch infolge des Ersten Weltkriegs, unter der Leitung der Erben allerdings in erhebliche Schwierigkeiten und wurde von Albert Bürklin 1939/40 neu gegründet.
Von 1995 bis 2005 beherbergte die Villa dann die Sektkellerei am Turm. Sie wurde 2013 an ihren jetzigen Eigentümer veräußert, seit 2019 wird sie renoviert. Zeitgleich mit der Sanierung werden auch östlich und westlich der Villa zwei „Kavaliershäuser“ auf dem Grundstück errichtet, die dem Baustil der Villa nachempfunden sind.
Das Haus wird nach seinem Bauherrn Villa Buhl genannt; manchmal auch Villa Eckel nach seinem späteren Besitzer – eigentlich wird aber das benachbarte Gebäude aus dem Jahr 1876 mit der Adresse Niederkircher Straße 1 als Villa Eckel bezeichnet, das jedoch keinen Denkmalschutz genießt, da die Fassade nach dem Zweiten Weltkrieg „verstümmelt“ wurde.

## Gebäude

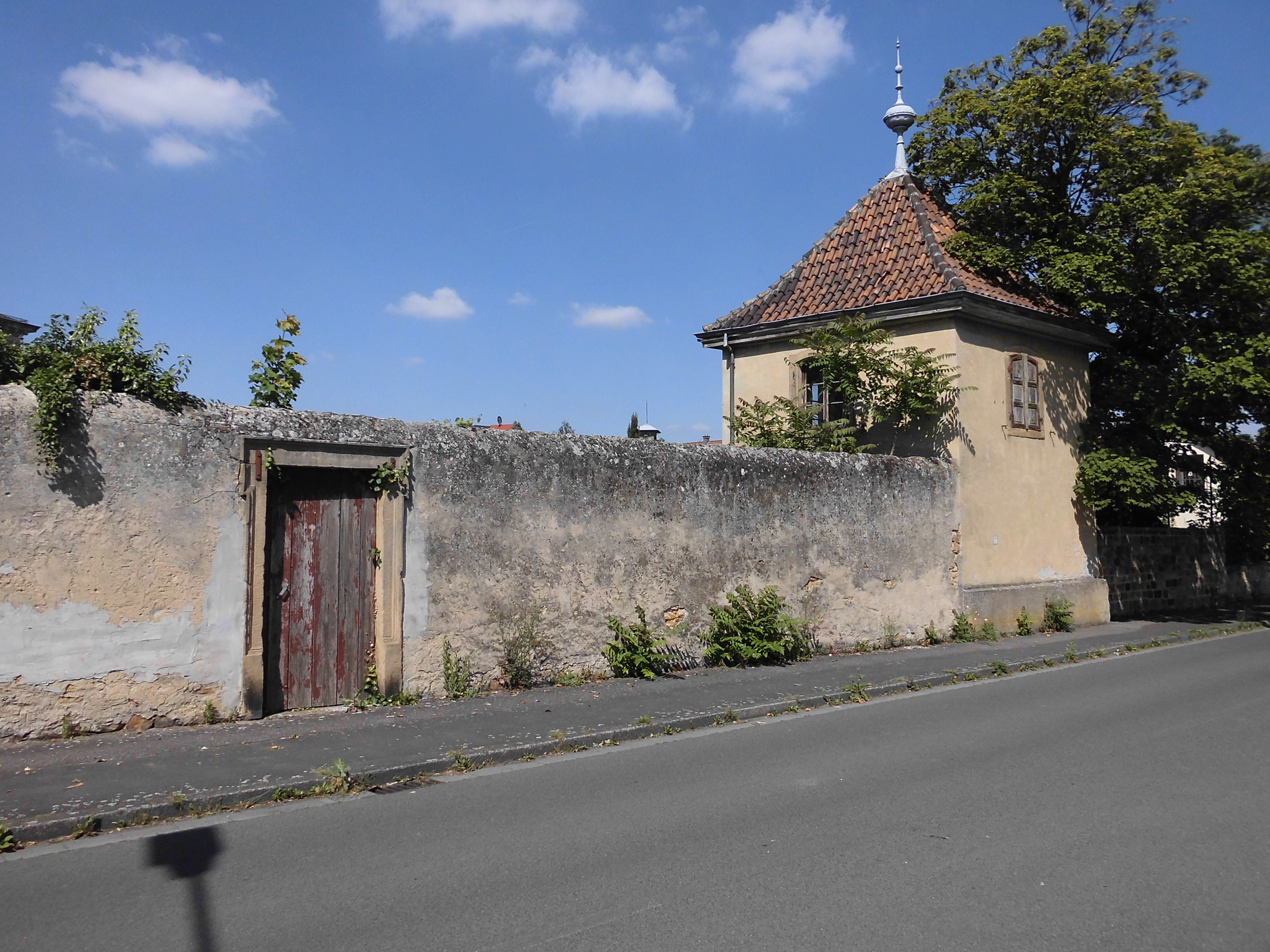
Gartenmauer und Gartenhaus

Die Villa ist ein späthistoristisches, zweigeschossiges Gebäude aus Sandsteinen. Es trägt ein Walmdach, dessen Dachterrasse begehbar ist. Die Fassade zur Weinstraße hin ist im Stil der italienischen Hochrenaissance geschaffen, die übrigen Seiten sind, im Stile gründerzeitlicher Villen, mit asymmetrischen Elementen versehen. Über dem Eingang ist ein Monogramm mit den Initialen des Bauherrn, Eugen Buhl, eingelassen. Die Villa, die durch Erwähnungen in Architekturzeitschriften überregionale Bekanntheit erfuhr, zählt in puncto Anspruch und Qualität zu den bedeutendsten Winzervillen entlang der Deutschen Weinstraße.
Zum Gebäude gehört ein Gartengrundstück, dessen Abschlussmauer zur Niederkircher Straße hin – mit einer geohrten Gartenpforte – aus dem 18. Jahrhundert stammt. Dort steht auch ein kleines, rechteckiges Gartenhäuschen, das 1789 von J. P. Jordan errichtet wurde.